# Pierre Le Pautre (architetto)
Pierre Le Pautre o Lepautre (Parigi, 1652 – Parigi, 16 novembre 1716) è stato un architetto, disegnatore e incisore francese.

## Biografia
Pierre Le Pautre era figlio dell'incisore Jean Le Pautre il Vecchio e nipote dell'architetto Antoine Le Pautre. Suo cugino di primo grado era l'omonimo scultore Pierre Le Pautre.
Nel 1699 fu nominato disegnatore dei Bâtiments du Roi, il dipartimento ufficiale di progettazione della monarchia francese, diretto da Jules Hardouin Mansart e poi da Robert de Cotte negli anni conclusivi del regno di Luigi XIV. Designer prolifico, è stato indicato dallo storico del rococò Fiske Kimball come il precursore e il punto di partenza del nuovo stile.

## Opere

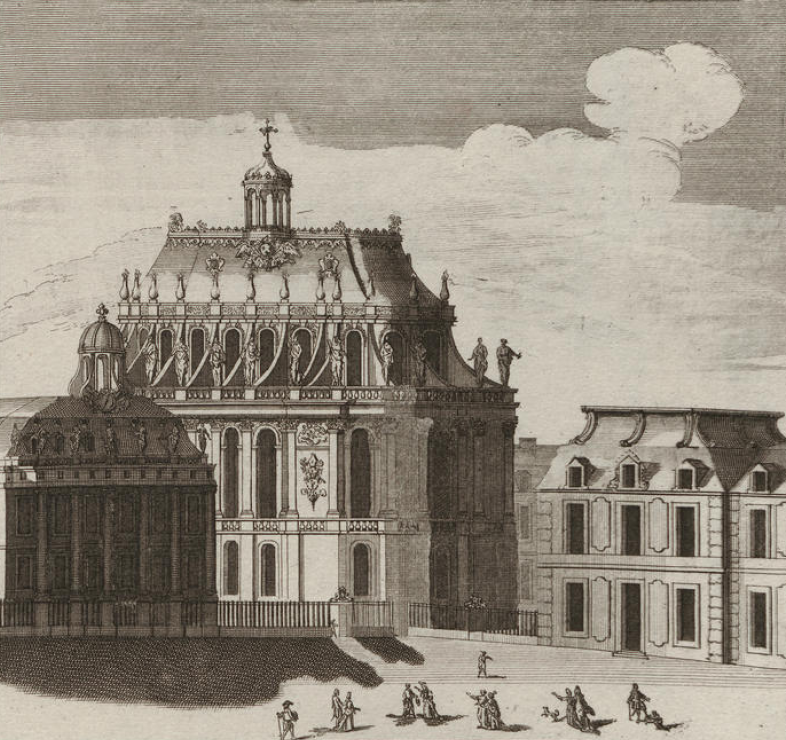
Profilo della cappella reale di Versailles, 1725 circa.

- Plan général de la ville & du château de Versailles, de ses jardins, bosquets et fontaines dédié au Roy par Pierre Lepautre, architecte et graveur ordinaire de Sa Majesté, Paris, chez Demortain, 1716.
- Inauguration de la statue équestre de Louis XIV, place Louis-le-Grand, le 13 août 1699  gravé par P. Le Pautre.
- Plan de la ville de Roses avec les attaques , Document cartographique / dedié à Mons. de Pontchartrain, ministre, secretaire d'Estat, controleur général &c., par son très humble, et très obeiss. serv. P. Le Pautre, graveur ordin. du Roy.
- Illustrations: gravures pour Tables, corniches, portes cochères: Pierre Lepautre.
- Planches gravées de villes, plans, décors / par Israël Silvestre, Pérelle, Jérémias Wolff, Agnolo Ricci, Le Pautre et Sadeler.